# Asota kiriwinae
Asota kiriwinae là một loài bướm đêm trong họ Erebidae.